# Championnat arabe masculin de volley-ball
Le championnat arabe des nations masculin de volley-ball a été créé par l'Association de volley-ball arabe en 1977 et a eu lieu pour la première fois au Koweït.

## Palmarès
| Edition | Année | Lieu        | Champion    | Finaliste       | Troisième       | Quatrième           |  |
| ------- | ----- | ----------- | ----------- | --------------- | --------------- | ------------------- |  |
| 1       | 1977  | Koweït      | Koweït      | Maroc           | Arabie saoudite | Libye               |  |
| 2       | 1980  | Syrie       | Tunisie     | Syrie           | Arabie saoudite | Koweït              |  |
|         | 1982  | Non disputé | Non disputé | Non disputé     | Non disputé     | Non disputé         |  |
| 3       | 1984  | Tunisie     | Tunisie     | Algérie         | Koweït          | Arabie saoudite     |  |
| 4       | 1986  | Amman       | Égypte      | Irak            | Koweït          | Arabie saoudite     |  |
| 5       | 1988  | Riyad       | Tunisie     | Koweït          | Irak            | Algérie             |  |
|         | 1990  | Non disputé | Non disputé | Non disputé     | Non disputé     | Non disputé         |  |
| 6       | 1992  | Damas       | Bahreïn     | Syrie           | Koweït          |                     |  |
| 7       | 1994  | Manama      | Algérie     | Koweït          | Tunisie         | Émirats arabes unis |  |
| 8       | 1996  | Caire       | Tunisie     | Qatar           | Algérie         | Égypte              |  |
| 9       | 1998  | Manama      | Algérie     | Tunisie         | Bahreïn         | Qatar               |  |
| 10      | 2000  | Amman       | Tunisie     | Algérie         | Qatar           | Liban               |  |
| 11      | 2002  | Amman       | Tunisie     | Algérie         | Égypte          | Jordanie            |  |
|         | 2004  | Non disputé | Non disputé | Non disputé     | Non disputé     | Non disputé         |  |
| 12      | 2006  | Bahreïn     | Tunisie     | Arabie saoudite | Algérie         | Bahreïn             |  |
| 13      | 2008  | Bahreïn     | Bahreïn     | Tunisie         | Qatar           | Algérie             |  |
|         | 2010  | Non disputé | Non disputé | Non disputé     | Non disputé     | Non disputé         |  |
| 14      | 2012  | Bahreïn     | Tunisie     | Bahreïn         | Libye           | Arabie saoudite     |  |
| 15      | 2014  | Koweït      | Égypte      | Qatar           | Algérie         | Koweït              |  |
| 16      | 2016  | Le Caire    | Égypte      | Bahreïn         | Irak            | Émirats arabes unis |  |
| 17      | 2018  | Le Caire    | Égypte      | Bahreïn         | Oman            | Algérie             |  |
|         | 2020  | Non disputé | Non disputé | Non disputé     | Non disputé     | Non disputé         |  |
|         | 2022  | Tunis       |             |                 |                 |                     |  |

### édition 1977
- la première édition du championnat arabe des nations hommes de volley-ball s'est déroulée en  Koweït du 17 au 27 décembre 1977 à Koweit City .

en présence de douze pays arabes, le  Koweït (pays organisateur), l' Arabie saoudite , le  Maroc la  Libye .
- l'équipe national de volley-ball hommes du  Koweït a remportée le premier titre arabe des nations.
- Source [1]

### Édition 1980
la 2ème édition du championnat arabe des nations messieurs de volley-ball, s'est déroulée en  Syrie du 20 au 30 aout 1980.
en présence de 10 pays arabes suivante :  Syrie (pays hôte) ,  Liban ,  Palestine ,  Arabie saoudite ,  Émirats arabes unis,  Koweït ,  Yémen arabe  (Yemen du Sud ) ,   Yémen démocratique  ( Yemen du Nord ) ,  Libye  et la  Tunisie .
- la  Tunisie a remportée le deuxième titre arabe, suivi de la Syrie deuxième, L' Arabie saoudite troisième et le  Koweït en 4ème position.
- Source [2]

### édition 1984
- Du 24 Novembre au 1er Décembre 1984 à Tunis, la 3ème édition du championnat arabe masculin de volley ball, avec la participation de sept équipes nationaux arabes tels la Tunisie, l'Algérie, l'Irak et la Palestine, dans le premier groupe et l'autre groupe composé de L'Arabie Saoudite, le Koweit et la Jordanie, tandis que le Yemen Démocratique a déclaré forfait à la dernière minute !
- les résultats de cette troisième édition de Tunis 1984 est :
- 1er tour : - Tunisie bat Algérie (3-0), Irak bat Palestine (3-0), Arabie Saoudite bat la Jordanie (3-1), la Tunisie bat Palestine (3-0), l'Algérie bat l'Irak (3-1), le Koweit a battu L'Arabie (3-0), Algérie - Palestine (3-0), Koweit - Jordanie (3-0), Tunisie - Irak (3-0).
- Demi-Finales :
- Algérie - Koweit (3-2)
- Tunisie - Arabie Saoudite (3-0)
- Match de classement : - 3è place: - Koweit - Arabie Saoudite (3-0)
- Finale :
- Tunisie - Algérie (3 sets à zéro)
- Classement Finale :
- 1er-  Tunisie, 2e-  Algérie, 3e-  Koweït, 4e-  Arabie saoudite, 5e-  Irak, 6e-  Jordanie, 7e-  Palestine.
- Source :
- Revue Sportive Libanaise, AL-WATAN AL-RIYADI, 6é Année N° 72 du mois de janvier 1985 pages 34 et 35.

### édition 1986
- La 4éme édition du championnat arabe des nations de volly-ball séniors garcons s'été dérouler a Amman en  Jordanie du 1er au 20 aout 1986 .
- L' Égypte a remportée le titre , suivée de L' Irak en 2éme position et le  Koweït a enlever la troisiéme place sur 9 pays participants .
- Source [3]

### édition 1994
- Finale : 13 septembre 1994.
- Algérie bat  Koweït (3-0) 15-8 ; 15-01 ; 17-16.
- Source : Al-Chaab du lundi 2 janvier 19945 page 21.

### Edition 1998
- Du 10 Au 17 Septembre 1998 à Manama capitale du Bahrein, la 10è édition du championnat arabe des nations messieurs, avec la participation de 6 pays arabes, le Bahrein pays hôte, la tunisie (tenant du titre), la Jordanie, le Koweit, le Qatar et l'Algérie.
- Programme :
- Match D'Ouverture : Jeudi 10 septembre 1998 à 17h00.
- Bahrein - Jordanie (.-.)
- Vendredi 11 septembre 1998 : à 16h00: Koweit - Qatar (.-.)
- à 19h : Tunisie - Algérie (0-3)
- Samedi 12 septembre 1998 : à 12h30 : - Koweit - Tunisie (.-.)
- à 15h00: Jordanie - Algérie (0-3)
- à 18h00 : Bahrein - Qatar (.-.)
- Dimanche 13 septembre 1998 : à 12h30 : Koweit - Algérie (0-3) 12-15, 06-15, 05-15.
- à 15h00 : Qatar - Jordanie (.-.)
- à 18h00 : Tunisie - Bahrein (.-.)
- LUNDI 14 septembre 1998 : REPOS.
- Mardi 15 septembre 1998 : à 12h30 : - Qatar - Tunisie (.-.)
- à 15h 00: Koweit - Jordanie (.-.)
- à 18h00 : Algérie - Bahrein (3-1)
- Mercredi 16 septembre 1998 :5é journée : à 15h00 : Jordanie - Tunisie (.-.)
- à 18h00 : Algérie - Qatar (3-0)
- Jeudi 17 Septembre 1998 : à 18h00 : - Bahrein - Tunisie (.-.)
- SOURCE :
- le programme de la dixiéme édition du championnat arabe des nations hommes de volley ball 1998 au Bahrein, paru sur le journal algérien, LE MATIN N° 2008 du Jeudi 10 septembre 1998 page 22.
- les résultats de la compétition parus sur le quotidien algérien arabophone, El-KHABAR N° 2372 du Jeudi 17 septembre 1998 page 24.
- El-Khabar N° 2369 du lundi 14 septembre 1998 page 17.

## Tableau des médailles
| Rang | Pays            | Médaille d'or | Médaille d'argent | Médaille de bronze | Total |
| 1    | Tunisie         | 8             | 2                 | 1                  | 11    |
| 2    | Égypte          | 4             | 0                 | 1                  | 5     |
| 3    | Algérie         | 2             | 3                 | 3                  | 8     |
| 4    | Bahreïn         | 2             | 3                 | 1                  | 6     |
| 5    | Koweït          | 1             | 2                 | 3                  | 6     |
| 6    | Qatar           | 0             | 2                 | 2                  | 4     |
| 7    | Syrie           | 0             | 2                 | 0                  | 2     |
| 8    | Irak            | 0             | 1                 | 2                  | 3     |
| 8    | Arabie saoudite | 0             | 1                 | 2                  | 3     |
| 10   | Maroc           | 0             | 1                 | 0                  | 1     |
| 11   | Libye           | 0             | 0                 | 1                  | 1     |
| 11   | Oman            | 0             | 0                 | 1                  | 1     |

### Palmarès Féminin
- voici le palmarès du championnat arabe des nations de basket-ball femmes.

| Edition | Année | Lieu       | Champion | Finaliste | Troisième | Quaterième |  |
| ------- | ----- | ---------- | -------- | --------- | --------- | ---------- |  |
| 1       | 1980  | Tunisie    | Tunisie  | ?         | ?         | ?          |  |
| 2       | 1988  | Alexandrie | Égypte   | Maroc     | Algérie   | ?          |  |
| 3       | 1989  | Tunis      | Tunisie  | ?         | ?         | ?          |  |

### Palmarès
- 1er édition : 1980 :  Tunisie
- 2è édition : 1988 :à Alexandrie : 1er-  Égypte 2e-  Maroc 3e-  Algérie
- 3è édition : 1989 :  Tunisie

### édition 1988
- la deuxième édition du championnat arabe des nations féminines de volley-ball s'est déroulé à Alexandrie en Égypte du 4 au 11 août 1988, avec la participation de six pays arabes.
- voici les résultats de l'équipe national algérienne dames de volley-ball : -
- Algérie -  Palestine (3-0)
- Algérie -  Jordanie (3-0)
- Algérie -  Liban (3-0)
- Maroc -  Algérie (3-2)
- Égypte -  Algérie (3-1)
- Classement Final : -
- 1er- Égypte
- 2e- Maroc
- 3e- Algérie
- Source :
- L'Almanach du Sport Algérien, Tome 1 - Anep, 1990 de Hamid Grine page 436.